# Sturgis (Dél-Dakota)
Sturgis település az Amerikai Egyesült Államok Dél-Dakota államában, Meade megyében, melynek megyeszékhelye is. Lakosainak száma 7020 fő (2020. április 1.).

## Népesség
A település népességének változása:

| 2010 | 6 627 |
| 2020 | 7 020 |